# Rybník Březina
Rybník Březina je přírodní rezervace v úvalovitém údolí při okraji lesa poblíž obce Dudín v západní části okresu Jihlava v nadmořské výšce 586–594 metrů. Oblast spravuje Krajský úřad Kraje Vysočina.
Důvodem ochrany je zachování přirozeného společenstva vodních a mokřadních rostlin s dominujícím stulíkem žlutým (Nuphar lutea) a ďáblíkem bahenním (Calla palustris). Dále se zde vyskytují následující významné rostliny rosnatka okrouhlolistá (Drosera rotundifolia), ostřice dvoumužná (Carex diandra), vachta trojlistá (Menyanthes trifoliata) a prstnatec májový (Dactylorhiza majalis). S významných zástupců živočišné říše můžeme narazit na čolka horského (Ichthyosaura alpestris), rosničku zelenou (Hyla arborea), ropuchu obecnou (Bufo bufo) a užovku obojkovou (Natrix natrix).

## Galerie
- Žába ve skoku

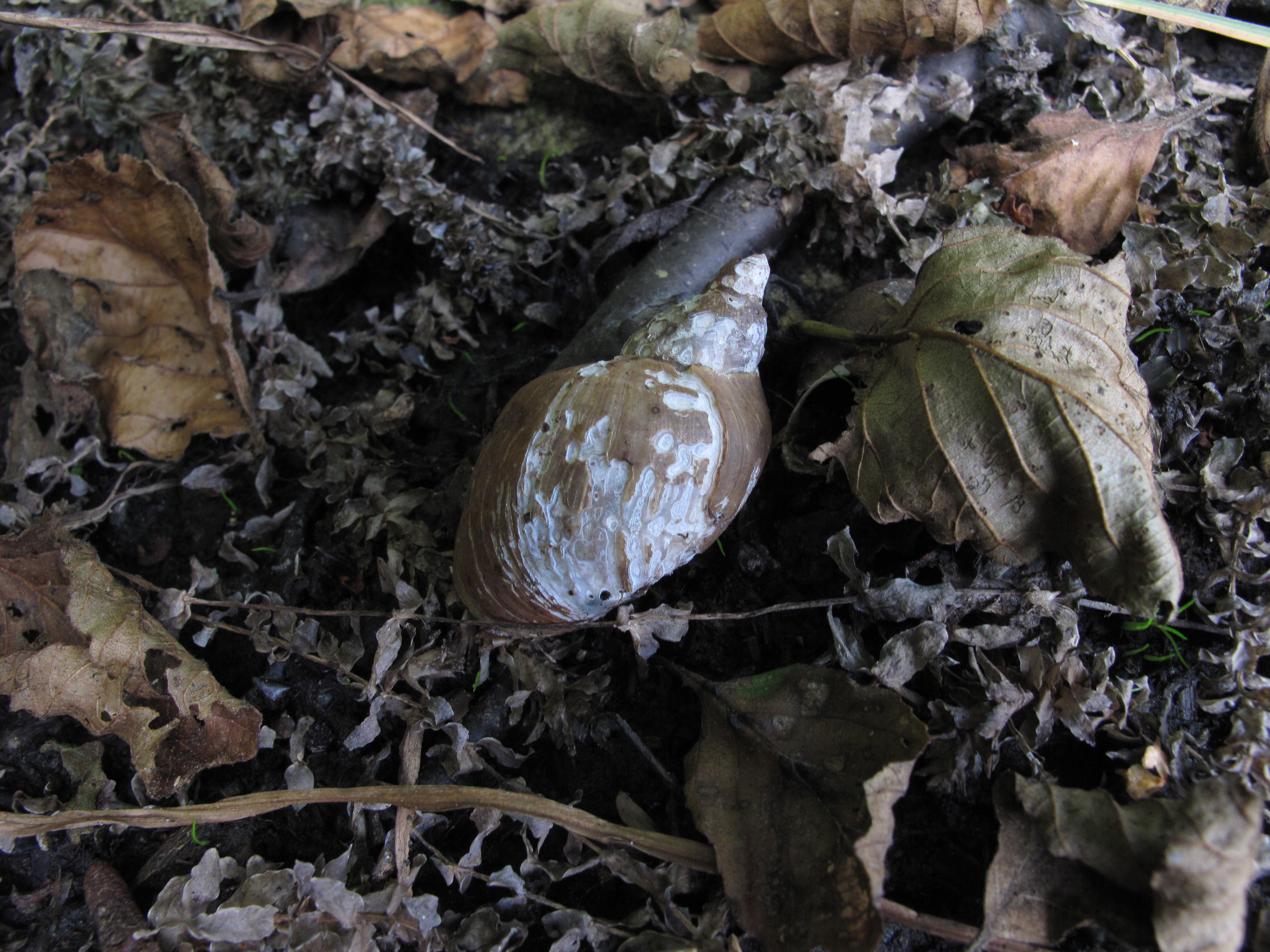
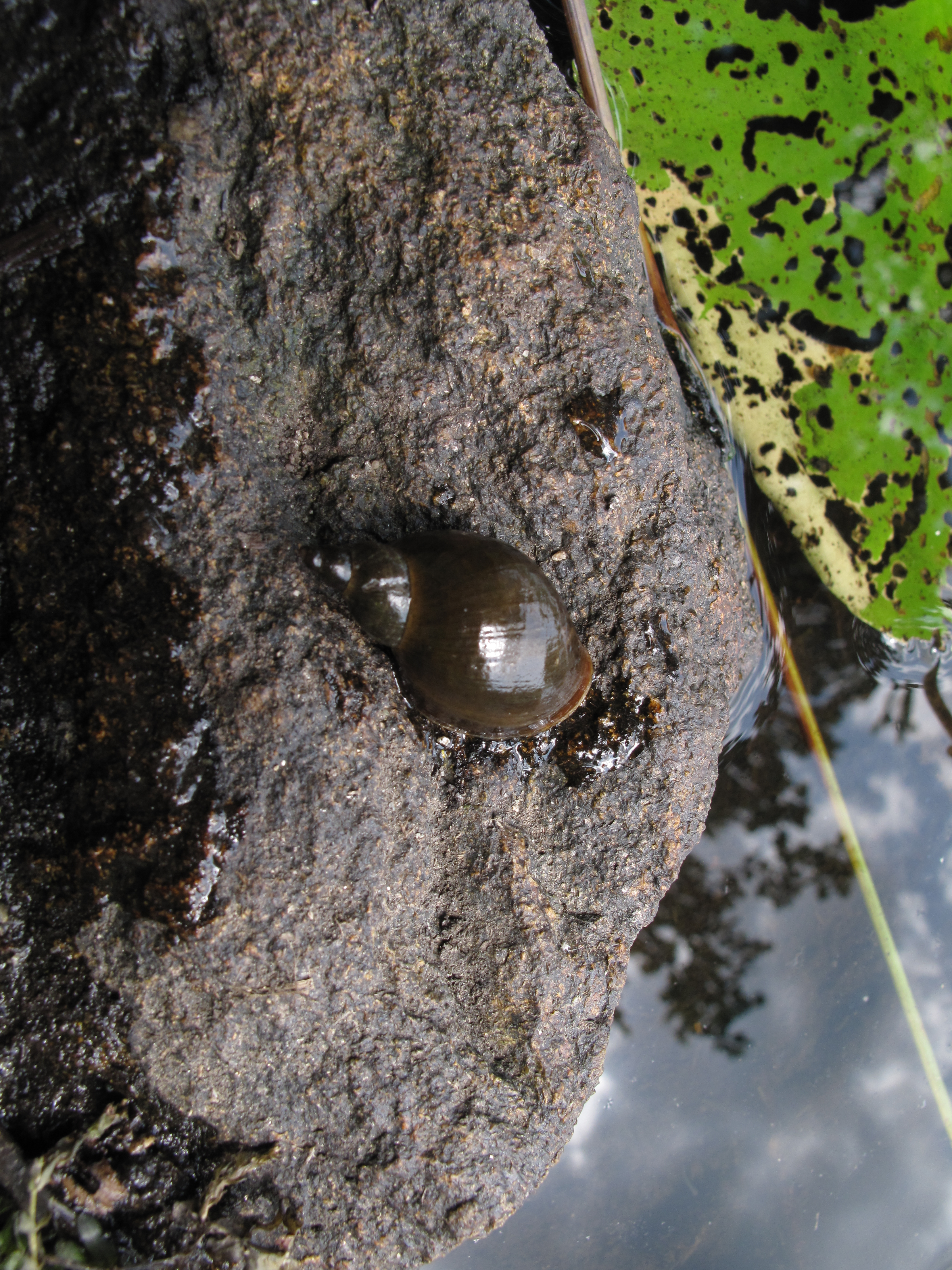
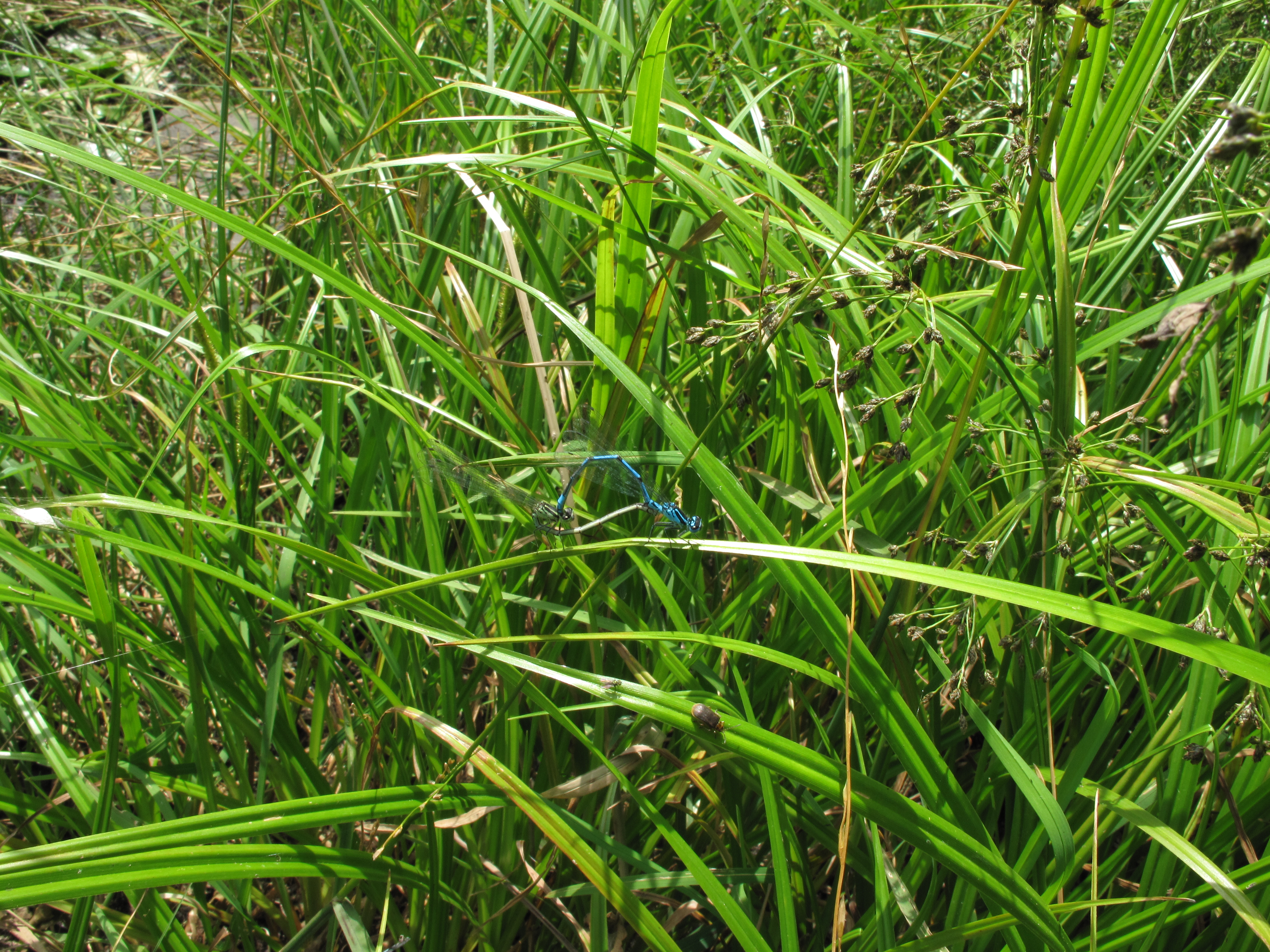
Vážky
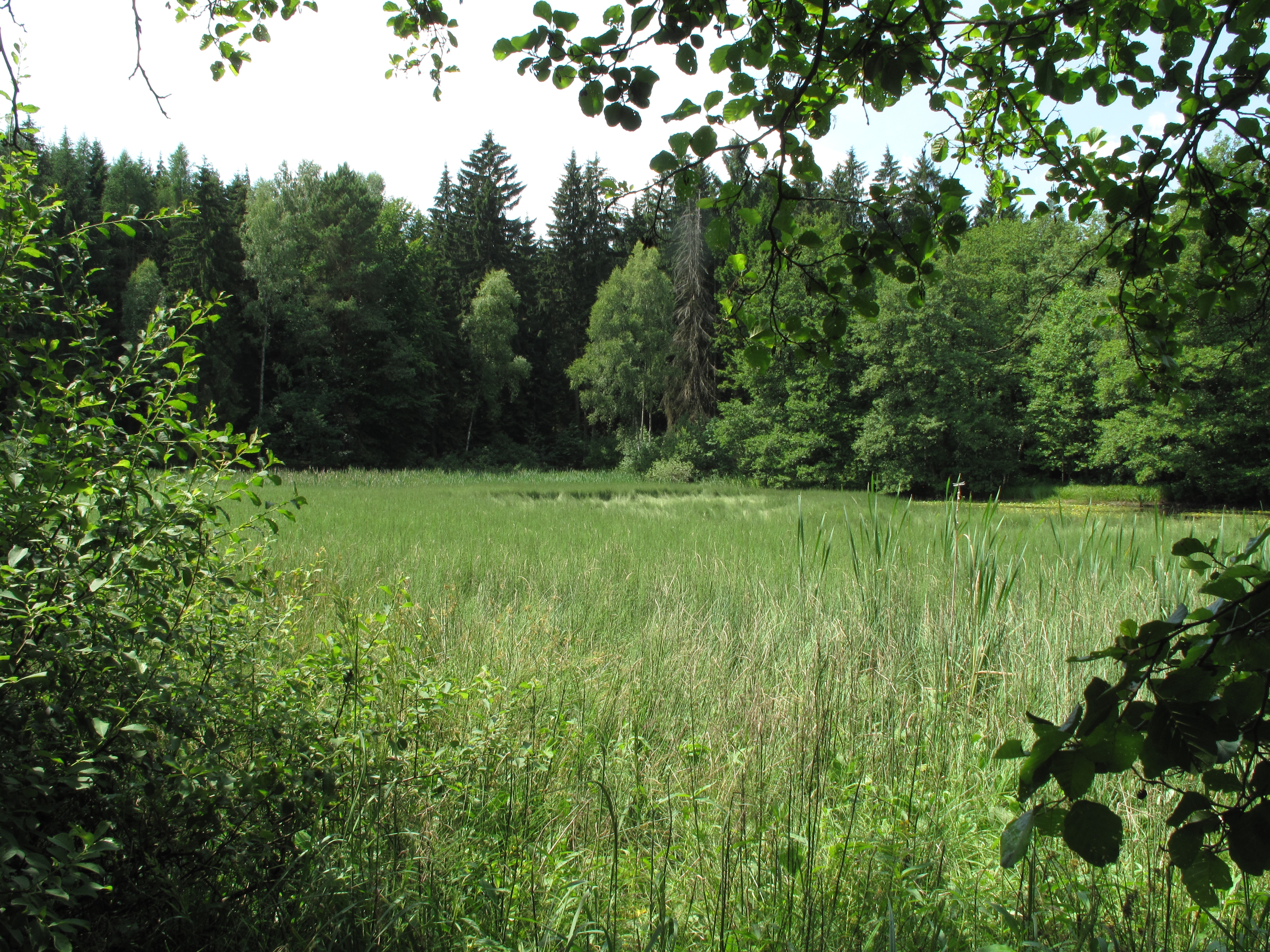
Ze strany
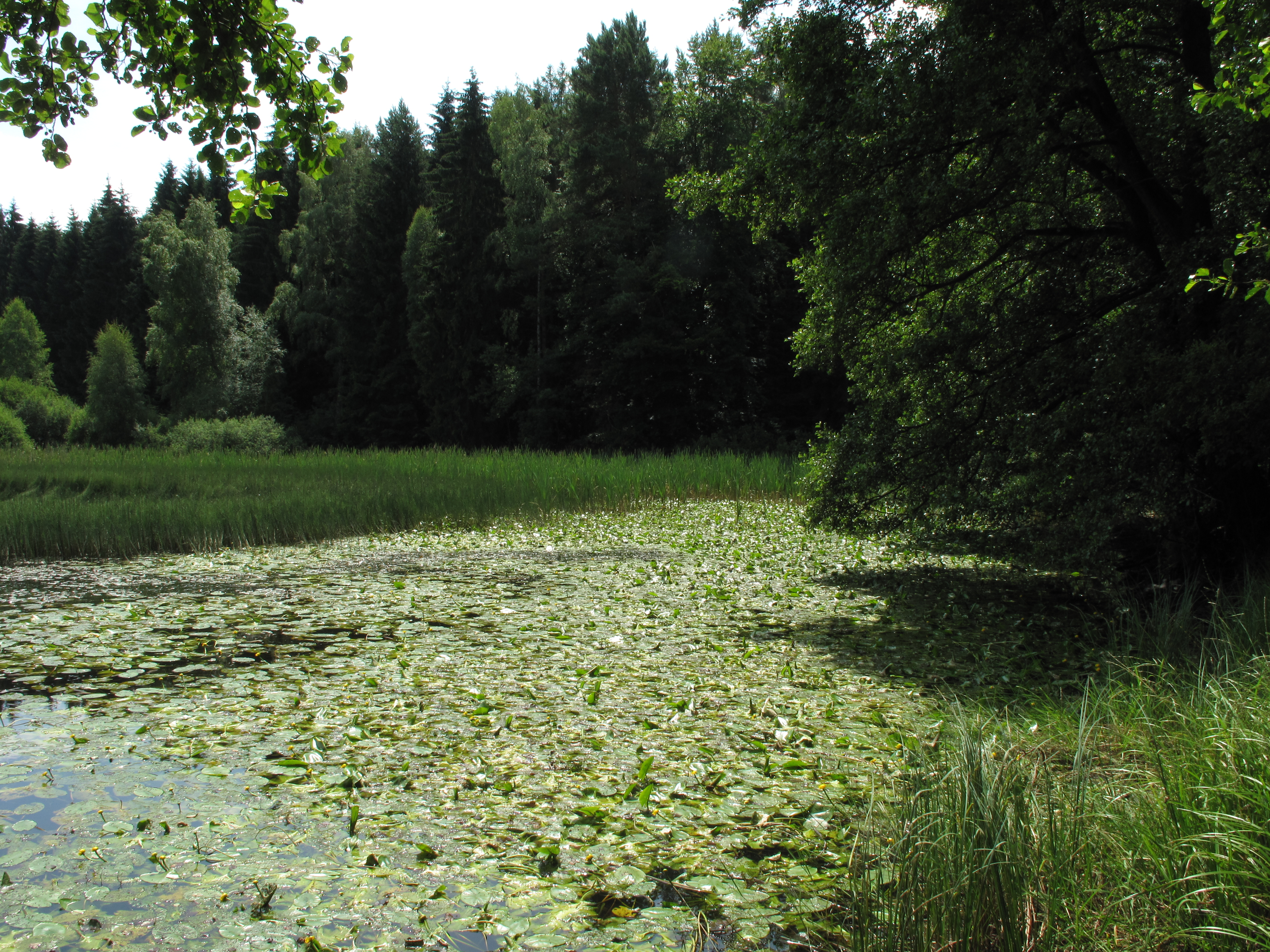
Blatouchy
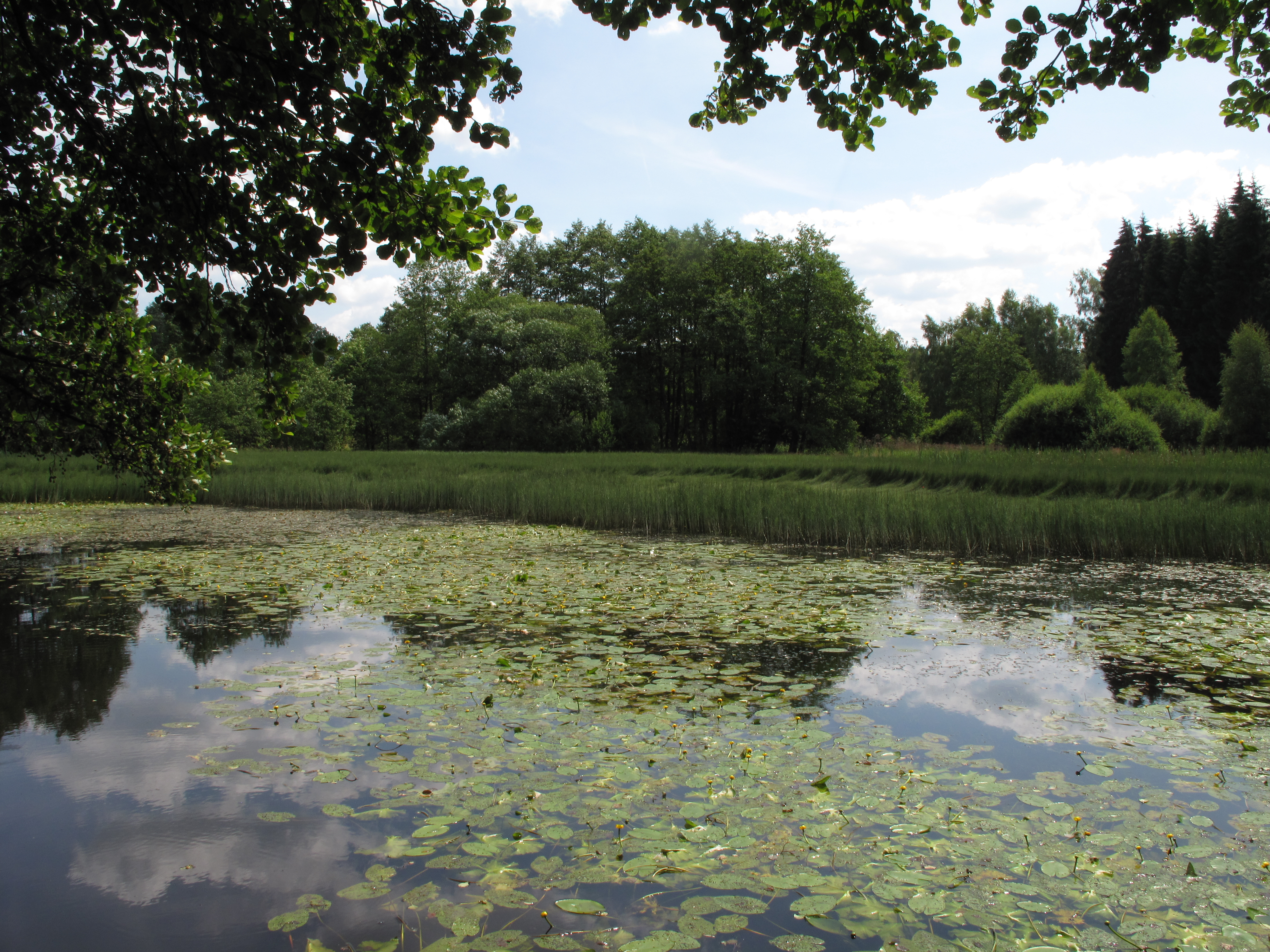
Hladina
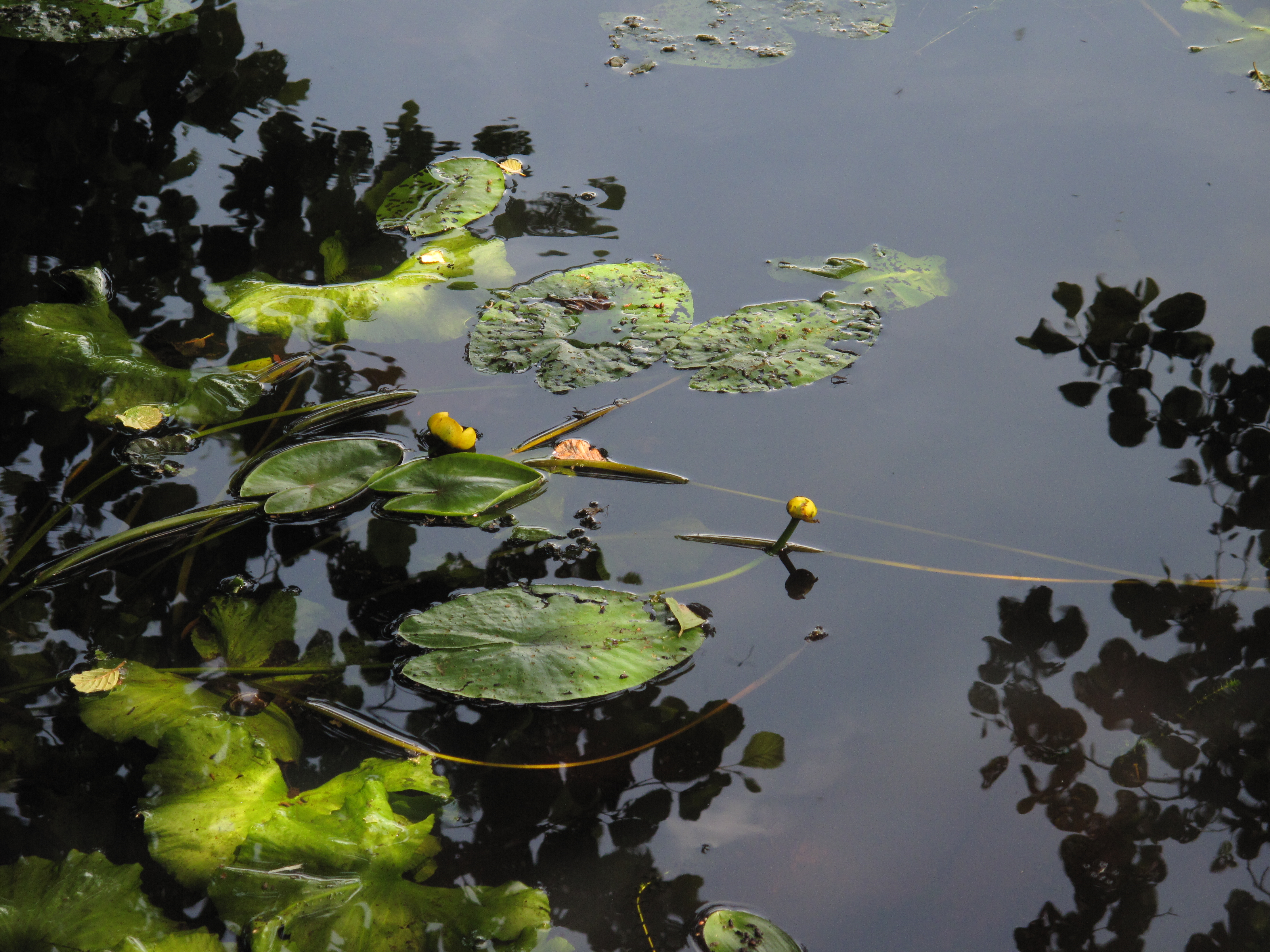
Květ